# Pownal (Vermont)
Pownal – miasto w Stanach Zjednoczonych, w stanie Vermont, w hrabstwie Bennington.